# Короп дзеркальний
Короп дзеркальний (Cyprinus carpio) — порода коропа, що відрізняється тілом, нерівномірно вкритим лускою, із ділянками голої шкіри, на відміну від рівномірно вкритого лускою тіла лускатого коропа та голого коропа, який зовсім без луски. Вважається, що дзеркальний короп був виведений селекцією ченцями з метою полегшення приготування для вживання у їжу. Ця риба поширена по всій Європі та досягає маси до 25 кг (рекорд — 40,2 кг); рекордні за масою екземпляри коропа зазвичай є саме дзеркальними. Максимальна тривалість життя — до 20 років. Зрілості досягає на 5-му році життя.
Живиться водними безхребетними, а також рослинною їжею.